# Білл Гаттон
Білл Гаттон (англ. Bill Hutton; 28 січня 1910, Калгарі — 1 березня 1974, Ванкувер) — канадський хокеїст, що грав на позиції захисника.

## Ігрова кар'єра
Хокейну кар'єру розпочав 1929 року виступами за команду «Бостон Брюїнс».
Протягом професійної клубної ігрової кар'єри, що тривала 16 років, захищав кольори команд «Бостон Брюїнс», «Оттава Сенаторс» та «Філадельфія Квакерс».
Загалом провів 64 матчі в НХЛ.

## Статистика
| Сезон        | Клуб                  | Ліга         | Регулярний сезон | Регулярний сезон | Регулярний сезон | Регулярний сезон | Регулярний сезон | Плей-оф | Плей-оф | Плей-оф | Плей-оф | Плей-оф |
| Сезон        | Клуб                  | Ліга         | І                | Г                | П                | О                | ШХ               | І       | Г       | П       | О       | ШХ      |
| ------------ | --------------------- | ------------ | ---------------- | ---------------- | ---------------- | ---------------- | ---------------- | ------- | ------- | ------- | ------- | ------- |
| 1929–1930    | «Бостон Брюїнс»       | НХЛ          | 16               | 2                | 0                | 2                | 2                | —       | —       | —       | —       | —       |
| 1929–1930    | «Оттава Сенаторс»     | НХЛ          | 18               | 0                | 1                | 1                | 0                | 2       | 0       | 0       | 0       | 0       |
| 1930–1931    | «Бостон Брюїнс»       | НХЛ          | 9                | 0                | 0                | 0                | 4                | —       | —       | —       | —       | —       |
| 1930–1931    | «Філадельфія Квакерс» | НХЛ          | 21               | 1                | 1                | 2                | 2                | —       | —       | —       | —       | —       |
| Усього в НХЛ | Усього в НХЛ          | Усього в НХЛ | 64               | 3                | 2                | 5                | 8                | —       | —       | —       | —       | —       |